# Guru Purnima
Guru Purnima (IAST: Guru Pūrṇimā, Sanskriet: गुरु पूर्णिमा) is een hindoeïstische feestdag op de volle maan (Purnima), in de maand Aashaadha van de Hindoekalender. Op deze dag offeren aanhangers het ritueel puja aan hun goeroe.
Guru Purnima was de dag dat Vyasa werd geboren, schrijver van de Mahabharata en ook wel Vyasa Maharsi genoemd.